# Ermua
Ermua ist eine Gemeinde in der Provinz Bizkaia im nordspanischen Baskenland. Ermua hat 15.627 Einwohner (Stand: 2024) bei einer Fläche von 6,17 Quadratkilometern. 

## Geografie
Die Gemeinde liegt in einem steil abfallenden Tal neben dem Río Ego, einem Nebenfluss der Deba. Aufgrund des steilen, unregelmäßigen Geländes ist der Bauraum begrenzt, und Ermua ist eine der am dichtesten besiedelten Städte des Baskenlandes. Nördlich von Ermua liegt die Gemeinde Mallabia, im Osten liegt Eibar und im Süden Zaldibar. Ermua hat sich in den 1960er und 1970er Jahren stark vergrößert und fungiert als Schlafstadt für Eibar, da beide Industriestädte sind. 

## Geschichte
Am 10. Juli 1997 wurde Miguel Ángel Blanco, ein Stadtrat in Ermua, von der ETA, der baskischen Separatistenorganisation, entführt. Die ETA verlangte von der spanischen Regierung, Mitglieder der Organisation, die außerhalb des Baskenlandes inhaftiert waren, in Gefängnisse im Baskenland zu verlegen, und als die spanische Regierung ihrer Forderung nicht nachkam, wurde ihre Geisel hingerichtet. Seine Entführung und sein Tod hatten einen großen Einfluss auf die spanische und baskische Gesellschaft und lösten die Gründung einer Anti-Terror-Organisation aus, einer Friedensbewegung, die als Foro de Ermua bekannt wurde. Sie zielte darauf ab, politische und bürgerliche Freiheiten zu fördern, hatte aber nur begrenzten Zuspruch in der Bevölkerung, da sie von der baskischen Elite und spanischen Nationalisten unterstützt wurde.

## Verkehr
Ermua liegt an der von Euskotren betriebenen Schmalspurbahn Bilbao–San Sebastián. Der Bahnhof Ermua wurde ab 2012 zweigleisig in Hochlage neu errichtet. Teil des Projekts war ein neuer zweigleisiger Tunnel auf der Westseite. Der Bahnhof wird von Regionalzügen und Kurzläufern nach Eibar bedient, welche in Ermua enden.

## Persönlichkeiten
- Imanol Álvarez Arruti (* 1967), Handballtrainer und -spieler
- Igor Astarloa (* 1976), Radrennfahrer
- Anne Erauskin Martínez (* 1998), Handballspielerin